# 布鲁塞-罗勒库尔
布鲁塞-罗勒库尔（法語：Broussey-Raulecourt，法語發音：[bʁusɛ ʁolkuʁ]）是法国默兹省的一个市镇，属于科梅尔西区。该市镇于1973年由原市镇瓦夫尔地区布鲁塞（Broussey-en-Woëvre）和罗勒库尔（Raulecourt）合并而成。

## 地理
布鲁塞-罗勒库尔（48°49'29"N, 5°42'14"E）面积21.02 平方千米，位于法国大東部大區默兹省，该省份为法国西北部内陆省份，北与比利时接壤，西接马恩省和阿登省，南至上马恩省和孚日省，东临默尔特-摩泽尔省。
与布鲁塞-罗勒库尔接壤的市镇（或旧市镇、城区）包括：芒德尔欧卡特图尔、阿普勒蒙拉福雷、马德河畔布孔维尔、弗雷姆雷维尔-苏莱科特、热维尔、朗比库尔。

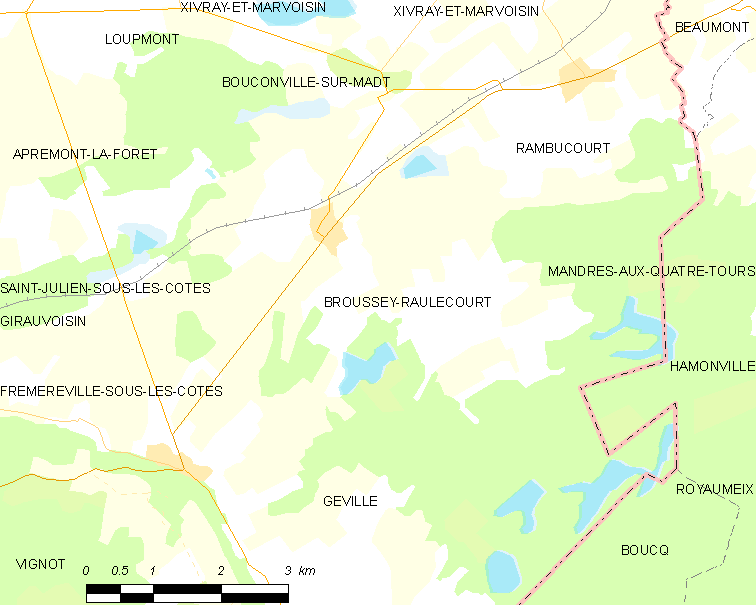
布鲁塞-罗勒库尔的OSM定位图

布鲁塞-罗勒库尔的时区为UTC+01:00、UTC+02:00（夏令时）。

## 行政
布鲁塞-罗勒库尔的邮政编码为55200，INSEE市镇编码为55085。

## 政治
布鲁塞-罗勒库尔所属的省级选区为圣米耶勒县。

## 人口

1962-2008年间布鲁塞-罗勒库尔人口变化图示

布鲁塞-罗勒库尔于2022年1月1日时的人口数量为285人。